# Avenida España (Lima)
La avenida España es una avenida de la ciudad de Lima, capital del Perú. Se extiende de este a oeste en los distritos de Lima y Breña a lo largo de 7 cuadras. Las vías del Metropolitano se extienden a lo largo de su recorrido entre el Paseo de la República y la avenida Alfonso Ugarte.

## Recorrido
Se inicia en el Paseo de la República con un sentido de circulación, de este a oeste. Entre el Paseo de la República y la Avenida Garcilaso de la Vega, la avenida pasa a desnivel y pasa bajo un puente, cerca al Centro Cívico. 